# フランチェスコ・スキーラ
フランチェスコ・スキーラ（Francesco Schira、1809年 - 1883年）は、マルタ、マルタ島、バレッタ出身の作曲家。指揮者。

## 生涯
マルタの首都、ヴァレッタで生まれる。彼は1807年に創立されたばかりのミラノ音楽院で音楽を修業。23歳のときの、スカラ座の依嘱作品『Elena e Malvina エレーナとマルヴィーナ』で成功。これを機に指揮者として、音楽院の教師としての活動を始めた。ポルトガル、リスボンのサン・カルロ劇場で音楽監督、及び音楽院における和声・対位法の教師を8年間勤めた。
1984年にイギリス、ロンドンのプリンセス劇場、コヴェント・ガーデン劇場、ドゥルリー・レーン劇場などのロンドンの主要劇場で指揮を行ったり、オペラ作品を発表したりしたが、指揮の方はあまりうまくいかなかったようだ。晩年には作曲と音楽教師に専念。
1883年、ロンドンにて74歳で没する。彼は74歳の生涯のうち41年間を異郷で過ごした。
イタリアのウンベルト1世から長年の働きに対し、勲章が賜れた。

## 主要作品
- Elena e Malvina（エレーナとマルヴィーナ、1832年）
- Il fanatico per la musica（1835年）
- I cavalieri di Valenza, ossia Isabel de Lara（ヴァレンツァの騎士、1837年）
- Kenilworth（1848年）
- Mina（1849年）
- Thérèse, or The Orphan of Geneva（1850年）
- Niccolò de' Lappi, ossia L'assedio di Firenze（1863年）
- Alina（1871年）
- The Ear-ring（1872年）
- Selvaggia（1875年）
- Lia（1876年）
- Sognai（私は夢を見た）